# Nokia 2118
Nokia 2118 – telefon komórkowy firmy Nokia. Jego premiera miała miejsce w 2006.

## Funkcje dodatkowe
- Słownik T9
- Dyktafon
- Kalendarz
- Zegarek
- Budzik
- Stoper
- Przelicznik walut
- Kalkulator